# Gorboduc
Gorboduc was volgens de legende, zoals beschreven door Geoffrey of Monmouth, koning van Brittannië van 663 v.Chr. - 643 v.Chr. Hij was gehuwd met Judon. Op latere leeftijd werd hij seniel, en zijn zonen Ferrex en Porrex vochten over de troonopvolging. Gorboduc stierf tijdens deze oorlog die daarna nog vele jaren duurde.